# Клан Анструтер

Емблема (гребінь, хрест) клану Анструтер.

Герб вождя клану Анструтер.

Клан Анструтер (шотл. — Clan Anstruther) — один з рівнинних шотландських кланів.
Гасло клану: Periissem ni periissem — Я би загинув, якби не вцілів (лат.)

## Історія клану Анструтер

### Походження клану Анструтер
Назва клану походить від назви міста Анструтер, де цей клан виник. Походження клану Анструтер пов'язують з італійським аристократом Вільямом де Кандела. Король Шотландії Олександр І на початку XI століття дав в оренду землі навколо міста Анструтер Вільяму де Кандела. Є версія, що цей аристократ походить від норманів, що завоювали частину Італії і осіли там. У той час король Англії Вільгельм І наймав лицарів норманського походження. Граф Кандела надіслав на службу англійському королю свого сина. Вільям де Кандела потім пішов на службу до короля Шотландії Олександра І і отримав від короля землі.
Син Вільяма де Кандела — теж Вільям був благодійником ченців цистеріанського абатства Бальмеріно. Будинок, де нині розташований музей рибальства Шотландії, колись був збудований Вільямом де Кандела і подарований ченцям. Його син — Генрі вже не називав себе де Кандела, а записався як «Генрікус де Айнстротер Домінус Еюсдем» (лат. — Henricus de Aynstrother dominus ejusdem). Це ім'я можна знайти в грамотах щодо землі абатства Балмеріно. Генрі Анструтер супроводжував короля Франції Людовика IX Святого у хрестових походах і присягнув на вірність королю Англії Едуарду І Довгоногому у 1292, а потім у 1296 році.

### XV—XVI століття
У 1483 році Ендрю Анструтер отримав грамоту, що підтверджувала його право на вотчину та баронство. Він воював проти Англії під час англо-шотландської війни, брав участь у битві під Флодден у 1513 році. Ендрю Анструтер одружився з Христиною Санділанд — вона була нащадком сера Джейсма Санділанда Калдерського та принцеси Жанни (Джоан) — дочки короля Шотландії Роберта II. Його другий син — Давид Анструтер пішов на службу до короля Франції Франциска І, воював в Італії, брав участь у битві під Павією в 1525 році у складі шотландського полку королівської гвардії. Його нащадки жили у Франції. Ця лінія закінчилась зі смертю барона д'Анструд у 1928 році.
Прапраправнук Ендрю Анструтера — сер Джеймс Анструтер був на службі у короля Шотландії Якова VI, який подарував йому титул «Нащадок Великого Карвера», яку досі носять вожді клану Анструтер. У 1595 році він став вождем клану Анструтер.

### XVII століття— Громадянська війна
Вільям — старший син сера Джеймса Анструтера, у супроводі сера Джеймса відвідав Лондон після Союзу Корон в 1603 році, де він став кавалером ордена Бас. Другий син сера Джеймса — сер Роберт служив дипломатом королям Якову I та Карлу I.
Сер Філіп Анструтер — другий син сера Роберта воював на стороні роялістів під час громадянської війни, і отримав від Карла II замок Дріл після його коронації в Сконе в 1651 році. Філіп Анструтер пізніше потрапив у полон після битви під Вустером в 1651 році. Він був викреслений із «Закону Благодаті» Олівера Кромвеля, а його маєтки були конфісковані. Але його права були відновлені, а маєтки повернені після реставрації монархії Карлом II. Брат Філіпа — сер Олександр Анструтер одружився з Хон Джін Леслі — дочкою генерала Девіда Леслі, лорда Ньюарк.

## Вождь клану Анструтер
Нинішнім вождем клану Анструтер є Анструтер Тобіас Олександр Кемпбелл Анструтер. Одночасно він є вождем клану Балкаскі.

## Замки клану Анструтер
Резиденцією вождя клану Анструтер є замок Балкаскі (шотл. — Balcaskie) у землі Файф, який, імовірно, був побудований в 1670 році сером Вільямом Брюсом. Замок Ейрдрі та Замок Ньюарк у землі Файф також належать клану Анструтер.